# Water-polo aux Jeux olympiques d'été de 1936
Navigation
Los Angeles 1932 Londres 1948
Résultats du tournoi olympique de water-polo aux Jeux olympiques d'été de 1936 à Berlin.

## Phase éliminatoire

### Groupe A
| Rank | Team       | Pld | W | D | L | GF | GA | Pts |  | Drapeau de la Belgique | Drapeau des Pays-Bas | Drapeau des États-Unis | Drapeau de l'Uruguay |
| ---- | ---------- | --- | - | - | - | -- | -- | --- |  | ---------------------- | -------------------- | ---------------------- | -------------------- |
| 1.   | Belgique   | 3   | 2 | 1 | 0 | 6  | 4  | 5   |  | X                      | 1:1                  | 4:3                    | 1:0                  |
| 2.   | Pays-Bas   | 3   | 1 | 2 | 0 | 5  | 4  | 4   |  | 1:1                    | X                    | 3:2                    | 1:1                  |
| 3.   | États-Unis | 3   | 1 | 0 | 2 | 7  | 8  | 2   |  | 3:4                    | 2:3                  | X                      | 2:1                  |
| 4.   | Uruguay    | 3   | 0 | 1 | 2 | 2  | 4  | 1   |  | 0:1                    | 1:1                  | 1:2                    | X                    |

### Groupe B
| Rank | Team            | Pld | W | D | L | GF | GA | Pts |  |      | Drapeau du Royaume-Uni |     | Drapeau de Malte |
| ---- | --------------- | --- | - | - | - | -- | -- | --- |  | ---- | ---------------------- | --- | ---------------- |
| 1.   | Hongrie         | 3   | 3 | 0 | 0 | 26 | 2  | 6   |  | X    | 10:1                   | 4:1 | 12:0             |
| 2.   | Grande-Bretagne | 3   | 2 | 0 | 1 | 13 | 15 | 4   |  | 1:10 | X                      | 4:3 | 8:2              |
| 3.   | Yougoslavie     | 3   | 1 | 0 | 2 | 11 | 8  | 2   |  | 1:4  | 3:4                    | X   | 7:0              |
| 4.   | Malte           | 3   | 0 | 0 | 3 | 2  | 27 | 0   |  | 0:12 | 2:8                    | 0:7 | X                |

### Groupe C
| Rank | Team            | Pld | W | D | L | GF | GA | Pts |  |      | Drapeau de la France | Drapeau de la Tchécoslovaquie | Drapeau du Japon |
| ---- | --------------- | --- | - | - | - | -- | -- | --- |  | ---- | -------------------- | ----------------------------- | ---------------- |
| 1.   | Allemagne       | 3   | 3 | 0 | 0 | 27 | 3  | 6   |  | X    | 8:1                  | 6:1                           | 13:1             |
| 2.   | France          | 3   | 2 | 0 | 1 | 12 | 10 | 4   |  | 1:8  | X                    | 3:2                           | 8:0              |
| 3.   | Tchécoslovaquie | 3   | 1 | 0 | 2 | 7  | 12 | 2   |  | 1:6  | 2:3                  | X                             | 4:3              |
| 4.   | Japon           | 3   | 0 | 0 | 3 | 4  | 25 | 0   |  | 1:13 | 0:8                  | 3:4                           | X                |

### Groupe D
| Rank | Team     | Pld | W | D | L | GF | GA | Pts |  | Drapeau de l'Autriche | Drapeau de la Suède | Drapeau de la Suisse | Drapeau de l'Islande |
| ---- | -------- | --- | - | - | - | -- | -- | --- |  | --------------------- | ------------------- | -------------------- | -------------------- |
| 1.   | Autriche | 3   | 3 | 0 | 0 | 17 | 1  | 6   |  | X                     | 2:1                 | 9:0                  | 6:0                  |
| 2.   | Suède    | 3   | 2 | 0 | 1 | 18 | 2  | 4   |  | 1:2                   | X                   | 6:0                  | 11:0                 |
| 3.   | Suisse   | 3   | 1 | 0 | 2 | 7  | 16 | 2   |  | 0:9                   | 0:6                 | X                    | 7:1                  |
| 4.   | Islande  | 3   | 0 | 0 | 3 | 1  | 24 | 0   |  | 0:6                   | 0:11                | 1:7                  | X                    |

## Phase qualificative

### Groupe E
| Rank | Team            | Pld | W | D | L | GF | GA | Pts |  |      | Drapeau de la Belgique | Drapeau des Pays-Bas | Drapeau du Royaume-Uni |
| ---- | --------------- | --- | - | - | - | -- | -- | --- |  | ---- | ---------------------- | -------------------- | ---------------------- |
| 1.   | Hongrie         | 3   | 3 | 0 | 0 | 21 | 1  | 6   |  | X    | 3:0                    | 8:0                  | 10:1                   |
| 2.   | Belgique        | 3   | 1 | 1 | 1 | 4  | 5  | 3   |  | 0:3  | X                      | 1:1                  | 6:1                    |
| 3.   | Pays-Bas        | 3   | 0 | 2 | 1 | 5  | 13 | 2   |  | 0:8  | 1:1                    | X                    | 4:4                    |
| 4.   | Grande-Bretagne | 3   | 0 | 1 | 2 | 6  | 20 | 1   |  | 1:10 | 1:6                    | 4:4                  | X                      |

### Groupe F
| Rank | Team      | Pld | W | D | L | GF | GA | Pts |  |     | Drapeau de la France | Drapeau de l'Autriche | Drapeau de la Suède |
| ---- | --------- | --- | - | - | - | -- | -- | --- |  | --- | -------------------- | --------------------- | ------------------- |
| 1.   | Allemagne | 3   | 3 | 0 | 0 | 15 | 3  | 6   |  | X   | 8:1                  | 3:1                   | 4:1                 |
| 2.   | France    | 3   | 2 | 0 | 1 | 7  | 1  | 4   |  | 1:8 | X                    | 4:2                   | 2:1                 |
| 3.   | Autriche  | 3   | 1 | 0 | 2 | 5  | 8  | 2   |  | 1:3 | 2:4                  | X                     | 2:1                 |
| 4.   | Suède     | 3   | 0 | 0 | 3 | 3  | 8  | 0   |  | 1:4 | 1:2                  | 1:2                   | X                   |

## Phase finale

### Groupe final
| Rank | Team      | Pld | W | D | L | GF | GA | Pts |  |     |     | Drapeau de la Belgique | Drapeau de la France |
| ---- | --------- | --- | - | - | - | -- | -- | --- |  | --- | --- | ---------------------- | -------------------- |
| 1.   | Hongrie   | 3   | 2 | 1 | 0 | 10 | 2  | 5   |  | X   | 2:2 | 3:0                    | 5:0                  |
| 2.   | Allemagne | 3   | 2 | 1 | 0 | 14 | 4  | 5   |  | 2:2 | X   | 4:1                    | 8:1                  |
| 3.   | Belgique  | 3   | 1 | 0 | 2 | 4  | 8  | 2   |  | 0:3 | 1:4 | X                      | 3:1                  |
| 4.   | France    | 3   | 0 | 0 | 3 | 2  | 16 | 0   |  | 0:5 | 1:8 | 1:3                    | X                    |

### Groupe de classification
| Rank | Team            | Pld | W | D | L | GF | GA | Pts |  | Drapeau des Pays-Bas | Drapeau de l'Autriche | Drapeau de la Suède | Drapeau du Royaume-Uni |
| ---- | --------------- | --- | - | - | - | -- | -- | --- |  | -------------------- | --------------------- | ------------------- | ---------------------- |
| 5.   | Pays-Bas        | 3   | 2 | 1 | 0 | 13 | 11 | 5   |  | X                    | 5:4                   | 4:3                 | 4:4                    |
| 6.   | Autriche        | 3   | 1 | 1 | 1 | 9  | 9  | 3   |  | 4:5                  | X                     | 2:1                 | 3:3                    |
| 7.   | Suède           | 3   | 1 | 0 | 2 | 8  | 8  | 2   |  | 3:4                  | 1:2                   | X                   | 4:2                    |
| 8.   | Grande-Bretagne | 3   | 0 | 2 | 1 | 9  | 11 | 2   |  | 4:4                  | 3:3                   | 2:4                 | X                      |

## Résultats

### Podium

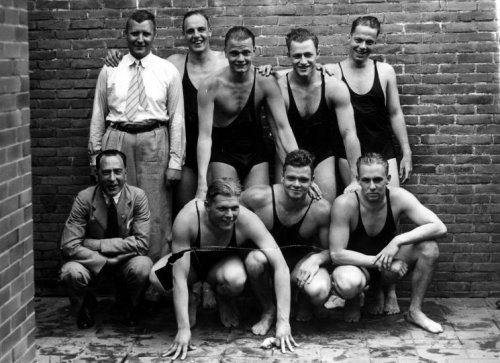
L'équipe de water-polo des Pays-Bas.

| Épreuves | Or      | Argent    | Bronze   |
| -------- | ------- | --------- | -------- |
| Hommes   | Hongrie | Allemagne | Belgique |

| Hongrie Mihály Bozsi Jenő Brandi György Bródy Olivér Halassy Kálmán Hazai Márton Homonnai György Kutasi István Molnár János Németh Miklós Sárkány Sándor Tarics | Allemagne Bernhard Baier Fritz Gunst Josef Hauser Alfred Kienzle Paul Klingenburg Heinrich Krug Hans Schneider Hans Schulze (en) Gustav Schürger Helmuth Schwenn Fritz Stolze | Belgique Gérard Blitz Albert Castelyns Pierre Coppieters Joseph De Combe Henri De Pauw Henri Disy Fernand Isselé Edmond Michiels Henri Stoelen |

## Equipes
| Place | Nation |
| ----- | --- |
| 1     | Hongrie |
|       | Mihály Bozsi (UTE) Jenő Brandi (MTK) György Bródy (III. ker TVE) Olivér Halassy (UTE) Kálmán Hazai (MTK) Márton Homonnai (MTK) György Kutasi (UTE) István Molnár (FTC) János Németh (UTE) Miklós Sárkány (III. ker TVE) Sándor Tarics (MAC)                                                                                               |
| 2     | Allemagne Bernhard Baier Fritz Gunst Josef Hauser Alfred Kienzle Paul Klingenburg Heinrich Krug Hans Schneider Hans Schulze (en) Gustav Schürger Helmuth Schwenn Fritz Stolze |
| 3     | Belgique Gérard Blitz Albert Castelyns Pierre Coppieters Joseph De Combe Henri De Pauw Henri Disy Fernand Isselé Edmond Michiels Henri Stoelen |
| 4     | FranceAndré Busch (CNL) Georges Delporte (EN Tourcoing) René Joder (CN Paris) Paul Lambert (EN Tourcoing) Maurice Lefèbvre (EN Tourcoing) Henri Padou (EN Tourcoing) Roger van de Casteele (EN Tourcoing) |
| 5     | Pays-BasRu den Hamer Lex Franken Hans Maier Gé Regter Kees van Aelst Jan van Heteren Soesoe van Oostrom Soede Joop van Woerkom Herman Veenstra |
| 6     | AutricheErwin Blasl Wilhelm Hawlik Anton Kunz Alfred Lergetporer Otto Müller Sebastian Ploner Peter Riedl Franz Schönfels Karl Seitz Karl Steinbach Franz Wenninger |
| 7     | SuèdeGöte Andersson (Stockholms KK) Bertil Berg (SoIK Hellas) Erik Holm (SoIK Hellas) Tore Lindzén (Stockholms KK) Tore Ljungqvist (SK Neptun) Åke Nauman (Stockholms KK) Gösta Persson (SK Neptun) Sven-Pelle Pettersson (SK Neptun) Runar Sandström (SK Neptun) Georg Svensson (SoIK Hellas)                                            |
| 8     | Grande-BretagneLeslie Ablett Ernest Blake David Grogan William Martin David McGregor Frederick Milton Robert Mitchell Alfred North Leslie Palmer Reginald Sutton Edward Temme |
| 9-16  | YougoslavieFilip Bonačić Luka Ciganović Vinko Cvjetković Miro Mihovilović Ante Roje Mirko Tarana Bogdan TošovićDejan Dabović Ivo Đovaneli Vojko Pavičić Ivo Štakula |
| 9-16  | États-UnisCoach: Clyde Swendsen (Hollywood Athletic Club) Kenneth Beck Philip Daubenspeck Charles Finn Dixon Fiske Fred Lauer (Illinois Athletic Club) Charles McCallister (Los Angeles Athletic Club) Wally O'Connor Raymond Ruddy (New York Athletic Club) Herbert Wildman Frank C. Graham (Los Angeles Athletic Club) William E. Kelly |
| 9-16  | TchécoslovaquieLešek Boubela Josef Bušek Kurt Epstein Konstantin Koutek Josef Medřický Karel Schmuck Hugo Vondřejc |
| 9-16  | SuisseFerdinand Denzler Jean Gysel Werner Kopp Heinz Meier Robert Mermoud Benjamin Vessaz Robert Wyss Roger Zirilli |
| 9-16  | UruguayEnrique Pereira Julio César Costemalle Maximino García Francisco Figueroa Hugo García Alberto Batignani José Castro |
| 9-16  | JaponJihei Furusho Torajiro Kataoka Shigetaka Katsuhisa Yasutaro Sakagami Zenjiro Takahashi Kosei Tano Koichi Wada Takimi Wakayama |
| 9-16  | IslandeJón Ingi Guðmundsson Þórður Guðmundsson Jónas Halldórsson Þorsteinn Hjálmarsson Jón Jónsson Stefán Jónsson Magnús Pálsson Úlfar Þórðarson |
| 9-16  | MalteJack Frendo Azzopardi Joseph Demicoli Alfred Lanzon Frank Wismayer Pippo Schembri Babsie Podestá Sydney Scott Wilfred Podestá Jimmy Chetcuti |